# سكان صربيا
هذه المقالة عن ملامح التركيبة السكانية لصربيا، بما في ذلك الإحصاءات الحيوية، العراقية والانتماءات الدينية، ومستوى التعليم والصحة للسكان والجوانب الأخرى من السكان.